# Sonate pour piano à quatre mains en fa majeur, K. 497
Pour les articles homonymes, voir Sonate pour piano à quatre mains.
La Sonate pour piano à quatre mains en fa majeur, KV 497, est une œuvre de Mozart datée du 1er août 1786 à Vienne.

## Structure
La sonate se compose de trois mouvements :
1. Adagio (29 mesures) à , Allegro di molto, à , en fa majeur, 312 mesures, sections répétées 2 fois : mesures 30 à 118, mesures 121 à 296, Coda : mesures 297 à 312
2. Andante,  en si bémol majeur), à , 124 mesures, sections répétées 2 fois : mesures 1 à 48, mesures 49 à 115, Coda : mesures 116 à 124
3. Finale : Allegro, en fa majeur, à 
, 324 mesures

Durée de l'interprétation : environ 29 minutes